# Laurence Olivier
Laurence Kerr Olivier (født 22. maj 1907, død 11. juli 1989) var en engelsk oscar-belønnet skuespiller, instruktør og producer.
Mange teater- og filmkritikere anså ham for at være den største skuespiller i den 20. århundrede , og han var Englands førende Shakespeare-skuespiller og -instruktør. Han fik sit Hollywood-gennembrud som den mørke, romantiske helt i Stormfulde højder (1939) og Rebecca (1940). Han var en meget produktiv perfektionist, der i løbet af sin karriere spillede mange forskelligartede roller både på teatret og på film, fra Shakespeares Othello (1966) til nazistisk tandlæge i Marathonmanden (Marathon Man, 1976). Han medvirkede i næsten 60 film, og på teatret nåede han at spille mere end 120 roller, heriblandt Shakespeares Macbeth, Romeo, Hamlet, Othello og Tjekhovs Onkel Vanja. Han var gift med skuespilleren Vivien Leigh fra 1940 til 1960.

## Filmografi

### Film
| Titel                                 | År   | Rolle                                    | Noter                                                                     | Ref.   |
| ------------------------------------- | ---- | ---------------------------------------- | ------------------------------------------------------------------------- | ------ |
| Too Many Crooks                       | 1930 | The Man                                  |                                                                           | [ 5 ]  |
| The Temporary Widow                   | 1930 | Peter Bille                              |                                                                           | [ 6 ]  |
| Friends and Lovers                    | 1931 | Lieutenant Nichols                       |                                                                           | [ 7 ]  |
| The Yellow Ticket                     | 1931 | Julian Rolfe                             | Released in the UK as The Yellow Passport                                 | [ 8 ]  |
| Potiphar's Wife                       | 1931 | Straker                                  |                                                                           | [ 9 ]  |
| Westward Passage                      | 1932 | Nick Allen                               |                                                                           | [ 10 ] |
| Perfect Understanding                 | 1933 | Nicholas Randall                         |                                                                           | [ 11 ] |
| No Funny Business                     | 1933 | Clive Dering                             |                                                                           | [ 12 ] |
| Moscow Nights                         | 1935 | Captain Ivan Ignatoff                    |                                                                           | [ 13 ] |
| As You Like It                        | 1936 | Orlando                                  |                                                                           | [ 14 ] |
| Conquest of the Air                   | 1936 | Vincent Lunardi                          |                                                                           | [ 15 ] |
| Fire Over England                     | 1937 | Michael Ingolby                          | His first pairing with Vivien Leigh                                       | [ 16 ] |
| The Divorce of Lady X                 | 1938 | Logan                                    | His first Technicolor film                                                | [ 17 ] |
| Q Planes                              | 1939 | Tony McVane                              |                                                                           | [ 18 ] |
| Wuthering Heights                     | 1939 | Heathcliff                               |                                                                           | [ 19 ] |
| 21 Days                               | 1940 | Larry Durrant                            |                                                                           | [ 20 ] |
| Rebecca                               | 1940 | Maxim de Winter                          |                                                                           | [ 21 ] |
| Pride and Prejudice                   | 1940 | Fitzwilliam Darcy                        |                                                                           | [ 22 ] |
| That Hamilton Woman                   | 1941 | Horatio Nelson                           |                                                                           | [ 23 ] |
| 49th Parallel                         | 1941 | Johnnie, the Trapper                     |                                                                           | [ 24 ] |
| Words for Battle                      | 1941 | Narrator                                 | Co-production between the Ministry of Information and the Crown Film Unit | [ 25 ] |
| The Volunteer                         | 1943 | Himself                                  | Made in conjunction with the Ministry of Information                      | [ 26 ] |
| Malta G.C.                            | 1943 | Narrator                                 | Co-production between the Ministry of Information and the Crown Film Unit | [ 27 ] |
| The Demi-Paradise                     | 1943 | Ivan Kouznetsoff                         |                                                                           | [ 28 ] |
| This Happy Breed                      | 1944 | Narrator                                 | Uncredited                                                                | [ 29 ] |
| Henry V                               | 1944 | Henrik 5. af England                     | Also director and producer                                                | [ 30 ] |
| Hamlet                                | 1948 | Hamlet                                   | Also director and producer                                                | [ 31 ] |
| Father's Little Dividend              | 1950 | Film Industry Visitor                    |                                                                           | [ 32 ] |
| The Magic Box                         | 1951 | Police Constable 94-B                    |                                                                           | [ 33 ] |
| Carrie                                | 1952 | George Hurstwood                         |                                                                           | [ 34 ] |
| The Beggar's Opera                    | 1953 | Captain MacHeath                         | Co-producer, with Herbert Wilcox                                          | [ 35 ] |
| Richard III                           | 1955 | Richard III                              | Also director and producer                                                | [ 36 ] |
| The Prince and the Showgirl           | 1957 | Charles, the Prince Regent               | Also director and producer                                                | [ 37 ] |
| The Devil's Disciple                  | 1959 | General John Burgoyne                    |                                                                           | [ 38 ] |
| The Entertainer                       | 1960 | Archie Rice                              |                                                                           | [ 39 ] |
| Spartacus                             | 1960 | Marcus Licinius Crassus                  |                                                                           | [ 40 ] |
| Term of Trial                         | 1962 | Graham Weir                              |                                                                           | [ 41 ] |
| Uncle Vanya                           | 1963 | Dr Astrov                                | Film version of National Theatre Company production                       | [ 42 ] |
| Bunny Lake Is Missing                 | 1965 | Supt. Newhouse                           |                                                                           | [ 43 ] |
| Othello                               | 1965 | Othello                                  | Film version of National Theatre Company production                       | [ 44 ] |
| Khartoum                              | 1966 | Mahdi                                    |                                                                           | [ 45 ] |
| Romeo and Juliet                      | 1968 | Narrator                                 |                                                                           | [ 46 ] |
| The Shoes of the Fisherman            | 1968 | Piotr Ilyich Kamenev                     |                                                                           | [ 47 ] |
| Oh! What a Lovely War                 | 1969 | Field Marshal Sir John French            |                                                                           | [ 48 ] |
| Dance of Death                        | 1969 | Edgar                                    | Film version of National Theatre Company production                       | [ 49 ] |
| Battle of Britain                     | 1969 | Air Chief Marshal Sir Hugh Dowding       |                                                                           | [ 50 ] |
| Three Sisters                         | 1970 | Dr Ivan Chebutikin                       | Also director; film version of National Theatre Company production        | [ 51 ] |
| Nicholas and Alexandra                | 1971 | Count Witte                              |                                                                           | [ 51 ] |
| Lady Caroline Lamb                    | 1972 | The Duke of Wellington                   |                                                                           | [ 52 ] |
| Sleuth                                | 1972 | Andrew Wyke                              |                                                                           | [ 53 ] |
| The Rehearsal                         | 1974 | Cast member                              |                                                                           | [ 54 ] |
| Marathon Man                          | 1976 | Dr Christian Szell aka "The White Angel" |                                                                           | [ 55 ] |
| The Seven-Per-Cent Solution           | 1976 | Professor Moriarty                       |                                                                           | [ 56 ] |
| A Bridge Too Far                      | 1977 | Dr Jan Spaander                          |                                                                           | [ 57 ] |
| The Betsy                             | 1978 | Loren Hardeman                           |                                                                           | [ 58 ] |
| The Boys from Brazil                  | 1978 | Ezra Lieberman                           |                                                                           | [ 59 ] |
| A Little Romance                      | 1979 | Julius Edmond Santorin                   |                                                                           | [ 60 ] |
| Dracula                               | 1979 | Abraham Van Helsing                      |                                                                           | [ 61 ] |
| The Jazz Singer                       | 1980 | Cantor Rabinovitch                       |                                                                           | [ 62 ] |
| Inchon                                | 1981 | General Douglas MacArthur                |                                                                           | [ 63 ] |
| Clash of the Titans                   | 1981 | Zeus                                     |                                                                           | [ 64 ] |
| The Jigsaw Man                        | 1983 | Admiral Sir Gerald Scaith                |                                                                           | [ 65 ] |
| The Bounty                            | 1984 | Admiral Hood                             |                                                                           | [ 66 ] |
| Wild Geese II                         | 1985 | Rudolf Hess                              |                                                                           | [ 67 ] |
| War Requiem                           | 1989 | Old Soldier                              |                                                                           | [ 68 ] |
| Sky Captain and the World of Tomorrow | 2004 | Dr Totenkopf                             | Archive footage                                                           | [ 69 ] |

### Tv
| Titel                                                 | År                            | Rolle                      | Noter                                       | Ref.          |
| ----------------------------------------------------- | ----------------------------- | -------------------------- | ------------------------------------------- | ------------- |
| Sir Alexander Korda (1893–1956)                       | 14. april 1956                | Participant                |                                             | [ 73 ]        |
| John Gabriel Borkman                                  | 20. november 1958             | John Gabriel Borkman       |                                             | [ 74 ] [ 75 ] |
| The Moon and Sixpence                                 | 30. oktober 1959              | Charles Strickland         | First shown on US television                | [ 76 ]        |
| The Power and the Glory                               | 29. oktober 1961              | Priest                     | Originally produced for American television | [ 77 ] [ 78 ] |
| Great Acting: "Laurence Olivier"                      | 26. februar 1966              | Contributor                |                                             | [ 79 ]        |
| Male of the Species                                   | 3. januar 1969                | Narrator                   | First shown on US television                | [ 80 ]        |
| David Copperfield                                     | 15. marts 1969                | Mr Creakle                 | First shown on US television                | [ 81 ]        |
| Parkinson                                             | 1970                          | Guest                      |                                             | [ 82 ]        |
| Long Day's Journey into Night                         | 9. marts 1973                 | James Tyrone Sr.           | First shown on US television                | [ 83 ] [ 84 ] |
| The Merchant of Venice                                | 16. marts 1973                | Shylock                    | First shown on US television                | [ 85 ] [ 86 ] |
| The World at War                                      | 31. oktober 1973 – 8 May 1974 | Narrator                   | 26 episodes                                 | [ 87 ]        |
| The Morecambe & Wise Show, Christmas Special          | 25. december 1973             | Guest                      |                                             | [ 88 ]        |
| The Dick Cavett Show                                  | 1974                          | Guest                      |                                             | [ 89 ]        |
| Love Among the Ruins                                  | 6. marts 1975                 | Sir Arthur Glanville-Jones | First shown on US television                | [ 90 ]        |
| Arena: "Theatre"                                      | 1. oktober 1975               | Interviewee                |                                             | [ 91 ]        |
| Laurence Olivier Presents: "The Collection"           | 5. december 1976              | Harry                      |                                             | [ 92 ]        |
| Laurence Olivier Presents: "Cat on a Hot Tin Roof"    | 12. december 1976             | Big Daddy                  |                                             | [ 93 ]        |
| Laurence Olivier Presents: "Hindle Wakes"             | 19. december 1976             | –                          | Co-director only                            | [ 94 ]        |
| Jesus of Nazareth                                     | 10. april 1977                | Nicodemus                  |                                             | [ 95 ]        |
| Laurence Olivier Presents: "Saturday, Sunday, Monday" | 1. januar 1978                | Antonio                    |                                             | [ 96 ]        |
| Laurence Olivier Presents: "Come Back, Little Sheba"  | 7. januar 1978                | Doc Delaney                |                                             | [ 97 ]        |
| Laurence Olivier Presents: "Daphne Laureola"          | 14. januar 1978               | Sir Joseph                 |                                             | [ 98 ]        |
| Brideshead Revisited: "Home and Abroad"               | 20. oktober 1981              | Lord Marchmain             |                                             | [ 99 ]        |
| Brideshead Revisited: "Brideshead Revisited"          | 22. december 1981             | Lord Marchmain             |                                             | [ 100 ]       |
| A Voyage Round My Father                              | 2. marts 1982                 | Clifford Mortimer          |                                             | [ 101 ]       |
| Laurence Olivier: A Life                              | 24. oktober 1982              | Interviewee                |                                             | [ 102 ]       |
| King Lear                                             | 3. april 1983                 | King Lear                  |                                             | [ 103 ]       |
| Mr. Halpern and Mr. Johnson                           | 28. august 1983               | Joseph Halpern             |                                             | [ 104 ]       |
| A Talent for Murder                                   | 19. december 1983             | Dr Anthony Wainwright      |                                             | [ 105 ]       |
| Wagner                                                | 16. juni 1984                 | Sigmund von Pfeufer        |                                             | [ 106 ]       |
| The Ebony Tower                                       | 8. december 1984              | Henry Breasley             |                                             | [ 107 ]       |
| The Last Days of Pompeii                              | 4. maj 1984                   | Gaius                      | First shown on US television                | [ 108 ]       |
| Peter the Great                                       | 9. august 1986                | Vilhelm 3. af England      | Third episode of four                       | [ 109 ]       |
| Lost Empires                                          | 24. oktober 1986              | Harry Burrard              |                                             | [ 110 ]       |